# Lente d'ingrandimento

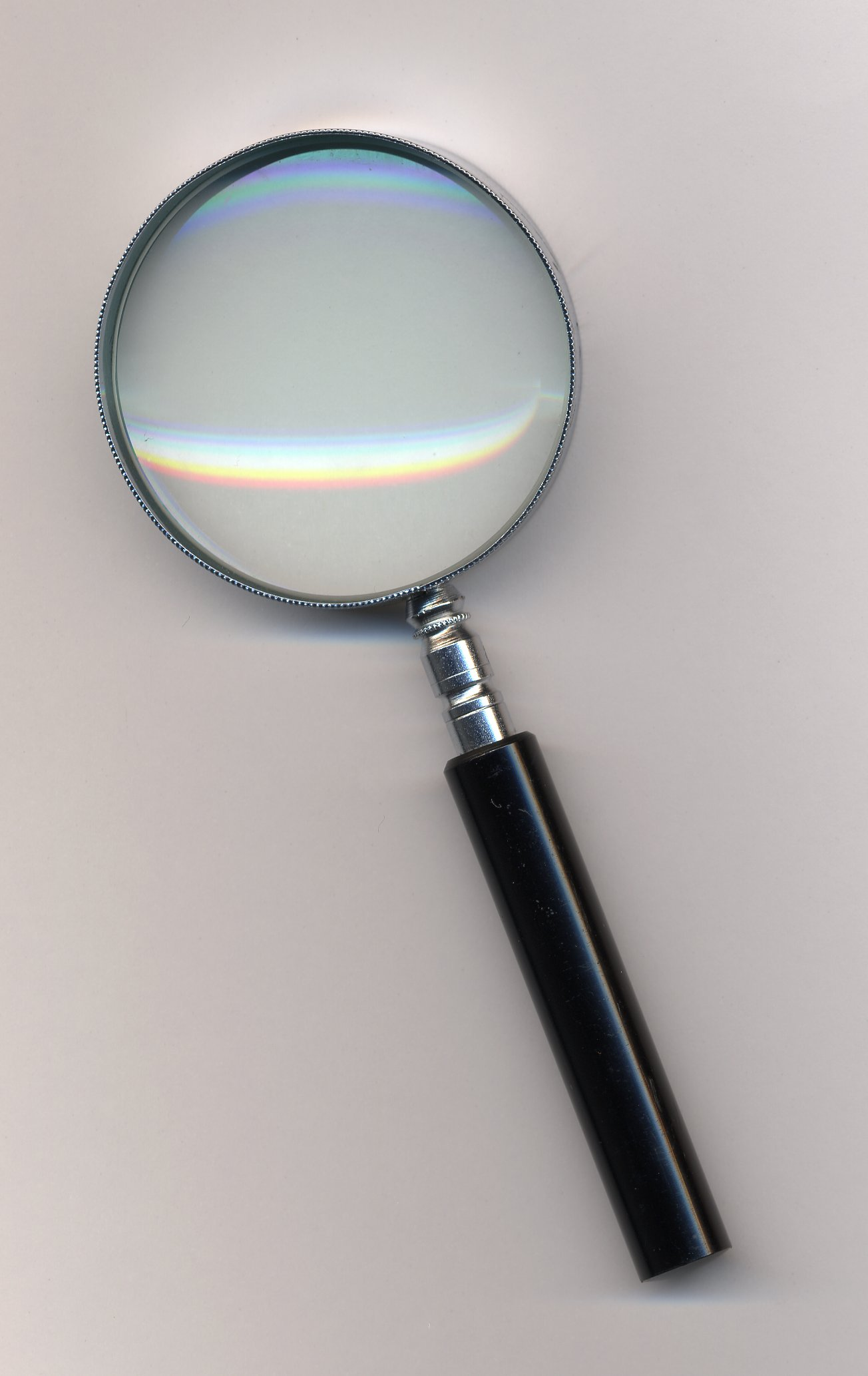
Una classica lente d'ingrandimento

Una lente d'ingrandimento è una singola lente convessa, utilizzata per ottenere l'immagine ingrandita di un oggetto, da osservare nei particolari. La lente è solitamente racchiusa in una cornice (spesso metallica) dotata di manico. La sua funzione è simile a quella del microscopio, ma con un potere di ingrandimento inferiore (in media fra 1,5x e 6x). Una lente d'ingrandimento crea un'immagine virtuale ingrandita dell'oggetto che si trova oltre la lente stessa; e perché ciò avvenga, la distanza tra lente e oggetto, deve essere minore della lunghezza focale della lente: dove, maggiore è l'ingrandimento e minore è la sua lunghezza focale.
Lenti ad alto fattore d'ingrandimento (8-10x) vengono utilizzate in iridologia, insieme con una lampadina a LED, per lo studio delle caratteristiche dell'iride.
La lente d'ingrandimento è l'icona per eccellenza della letteratura gialla e delle storie di detective in genere, soprattutto quelle di Sherlock Holmes. Su Internet e all'interno delle interfacce grafiche dei sistemi operativi e dei software in genere, l'icona che rappresenta la lente d'ingrandimento simboleggia la funzione di ricerca.
Il concetto di lente di ingrandimento, viene applicato nei cosiddetti occhiali da lettura per la presbiopia, per migliorare la vista da vicino; per lo stesso principio, le persone presbiti possono talora aiutarsi con lenti d'ingrandimento, nonostante non siano esattamente dei dispositivi ottici oftalmici.
Nel Seminario vescovile di Treviso tra gli affreschi trecenteschi di Tommaso da Modena si trova la prima rappresentazione di una lente d'ingrandimento.